# 히가시오이타촌
히가시오이타촌(東大分村)은 오이타현 오이타군에 있던 촌이다. 현재의 오이타시의 일부에 해당한다.